# Alcatel-Lucent

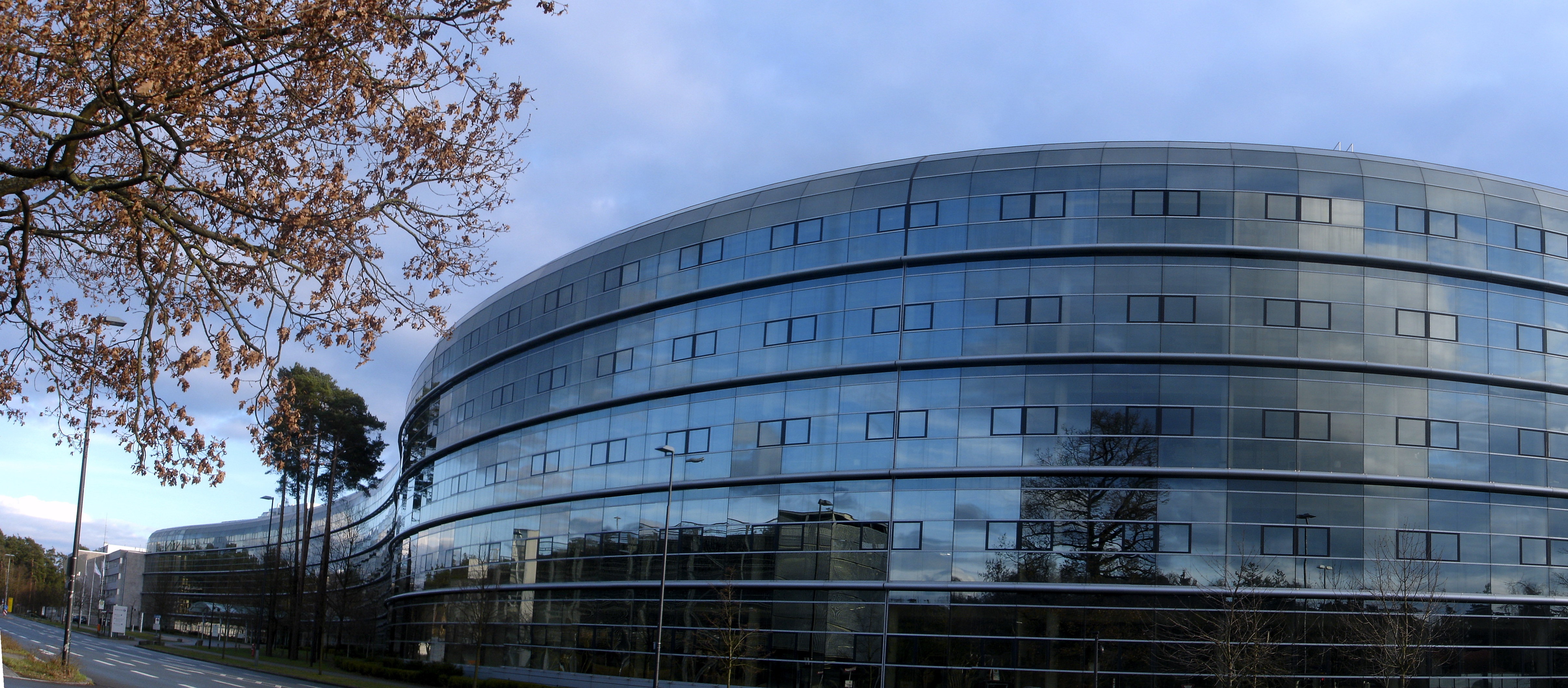
Centro de Alcatel-Lucent en Núremberg, Alemania.

Alcatel-Lucent es una empresa multinacional francesa, corporación resultado de la fusión de la francesa Alcatel y la estadounidense Lucent Technologies. La empresa proveía hardware, software y servicios para proveedores de servicios de telecomunicaciones y empresas. Alcatel-Lucent vendía equipamiento para redes de telefonía fija y móvil, redes de datos y de distribución de vídeo y televisión.
Algunas de sus piezas de hardware más famosas en el ámbito de las comunicaciones públicas son los multiplexores ADSL, usados para accesos a Internet de alta velocidad, teniendo aproximadamente un tercio del mercado mundial de DSLAM existente en 2005. Alcatel tiene contraído desde 2004 un acuerdo con Microsoft para crear infraestructuras de IPTV sobre DSL para ofertarlas a los proveedores de servicios de telecomunicación. Alcatel también es líder mundial en sistemas de comunicaciones ópticas, especialmente cuando se trata de enlaces submarinos.
En el ámbito de las comunicaciones privadas Alcatel-Lucent fue uno de los referentes en centralitas o PBX
para empresas pequeñas y medianas con su sistema OmniPCX Office, y en grandes corporaciones con su sistema OmniPCX Enterprise (evolución del sistema 4400).
También tenía notable presencia en negocios no basados en las redes. Por ejemplo, Alcatel Espacio es un constructor líder de sistemas de satélites, como por ejemplo sus sistemas geosíncronos Spacebus 3000 y 4000, y sistemas de órbita baja como Proteus. También tenía una división de transportes que proporciona soluciones de enrutamiento y control para ferrocarriles y sistemas de transporte de masas, destacando por ejemplo los metros de Berlín, Londres y Nueva York. Genesys, una subsidiaria situada en EE. UU., era el líder mundial de software para call centers.
El 2 de abril de 2006 Alcatel y la estadounidense Lucent Technologies anuncian su fusión Alcatel Lucent, la compañía resultante tendría unos beneficios de aproximadamente 25 mil millones de dólares si nos basamos en los resultados de 2005.
El 15 de abril de 2015, se anuncia la intención de compra de la compañía  por parte de Nokia, por un monto de 15.600 millones de Euros (16.500 millones de dólares).

## Historia
Con su sede en París, calle la Boétie, con instalaciones importantes dentro y fuera de la ciudad, Alcatel tiene una larga historia comenzando en 1898 con la fundación de la Compagnie Générale d'Electricité (CGE). La sede original de la empresa estaba en la región de Alsacia (de hecho, el nombre "Alcatel" proviene de una pequeña empresa telefónica llamada "Alsacienne de Cables et de Telephones") y aún mantiene instalaciones de investigación y desarrollo en el área de Estrasburgo.
Hubo un número de fusiones y adquisiciones, y también de desinversiones desde 1898. Para entender la compañía actual y su enfoque hacia las telecomunicaciones, lo más importante fue la adquisición de las actividades en el ámbito de las telecomunicaciones europeas de ITT en 1986. Las compañías unidas se pasaron a llamar Alcatel Alsthom.
Alcatel mantiene un papel importante en el I+D en Francia (Región de París, Bretaña, Sur de Francia), Amberes (Bélgica) -en las operaciones que Bell Telephone desarrollaba allí-, en Stuttgart (Alemania) y, desde 2000 en Shanghái (China).
Desde 1990, vino adquiriendo varias compañías norteamericanas: Rockwell Technologies, DSC, Xylan, Packet Engines, Assured Access, Newbridge, iMagicTV, TiMetra, eDial. Esto le dio a Alcatel una presencia importante tanto en los EE. UU. como en Canadá. Alcatel tiene su sede norteamericana en Plano, y centros de I+D en Ottawa, Mountain View, Petaluma, Saint John, Calabasas, y Raleigh.
El 1 de diciembre de 2006, Alcatel completó su fusión con otro gigante de las telecomunicaciones: Lucent Technologies. A partir de este momento, la reciente empresa adoptó el nombre de Alcatel-Lucent, con casa matriz en París. Sin embargo, esta fusión no produjo los efectos esperados, y el 29 de julio de 2008, tras haber registrado seis trimestres consecutivos de pérdidas y haber perdido la mitad de su capitalización de mercado, sus dos ejecutivos principales, Serge Tchuruk y Patricia Russo anunciaron sus renuncias. Han sido sucedidos por Philippe Camus y Ben Verwaayen.
El 15 de abril de 2015, Nokia decide ofrecer una oferta  de adquisición de la compañía realizada mediante un intercambio de acciones. Una vez combinadas ambas empresas, los accionistas de Alcatel-Lucent pasarían a poseer el 33,5% de la nueva corporación, quedando el 66,5% restante en manos de los accionistas de Nokia. La propuesta incluye un cambio de nombre: la combinación pasaría a denominarse Nokia Corporation. Esta acción provocaría que Nokia se convirtiera en el segundo mayor fabricante de redes de telecomunicaciones, solo por detrás de la sueca Ericsson.